# Sola サウンドトラック
『sola オリジナルサウンドトラック「ソウキュウノハテ」』は、テレビアニメ『sola』のサウンドトラックである。
また、同作の「キャラクターイメージソング」についても、併せて記述する。

## sola オリジナルサウンドトラック「ソウキュウノハテ」
2007年6月27日にLantisから発売、キングレコードから販売された。

### 概要
- テレビアニメ『sola』のオリジナル・サウンドトラックで、音楽はElements Gardenの藤間仁が担当。また、結城アイラ、Ceuiらが歌う主題歌・挿入歌のテレビサイズ・バージョン等が収録されている。
- なお、主題歌・挿入歌以外のトラック・タイトルは、アニメのサブタイトルと同じく、全てカタカナ読みの表記で統一されている。
- ジャケットには、『sola』のキャラクター・神河繭子が描かれている。

### 収録内容
（全作詞：畑亜貴）
1. 敏感な風景 〜Short size〜
歌：Ceui
作曲・編曲：大久保薫
  - 第1話オープニングテーマ
2. ソウゲンノカゼ
3. ワラベウタ
4. キボウノカゼ
5. アタタカナオモイ
6. ヨゾラミアゲテ
7. エガオアフレテ
8. ナギ
9. スイテキ
10. ハイヨルコントン
11. ソクバク
12. フレルユビサキ
13. ハズムキモチ
14. コドクノソコデ
15. アザヤカナヒカリ
16. ヨルトアメト
17. コンメイノミチ
18. フタリノヨルベ
19. ミダレルココロ
20. ツメタイヤミ
21. ニビイロ
22. ウズマクカゼ
23. カコトミライト
24. コクウノモン
25. ナミダツウミ
26. イツカミタアオゾラ
27. ユウキュウヲオモウ
28. カスカナヒカリ
29. チカヅクキョリ
30. キミノソバニ
31. カイランノヨル
32. キシムクウキ
33. トキノハザマニ
34. ミエザルアシオト
35. シチニノゾム
36. クルウハグルマ
37. カナシミノハテニ
38. ミチルナゾ
39. セマルゼツボウ
40. ココロカサネテ
41. テヲトリアッテ
42. colorless wind 〜Short size〜
歌：結城アイラ
作曲・編曲：大久保薫
  - 第2〜13話オープニングテーマ
43. mellow melody 〜Short size〜
歌：Ceui
作曲・編曲：小高光太郎
  - 第1〜12話エンディングテーマ

## sola キャラクターイメージソングアルバム「oratorio」

### 概要
- 2007年6月27日発売。
- テレビアニメ『sola』のイメージソング・アルバム。なお、「見上げるあの空で」は同アニメの最終回エンディングテーマ。
- ランティス所属の結城アイラ、Ceui、eufonius、kukui、ゆうまお、茶太らが参加。
- ジャケットには、『sola』のメインヒロイン 四方茉莉と森宮蒼乃が描かれている。
- アルバムタイトルの「oratorio（オラトリオ）」とは、イタリア語で「祈祷所」の意。また、「バロック音楽」における楽曲形式のことを指す言葉であり、日本語では「聖譚曲」と訳される。

### 収録内容
1. 宵待雨月
歌：結城アイラ
作詞：畑亜貴、作曲・編曲：末廣健一郎
2. 始まりへの旅
歌：Ceui
作詞：畑亜貴、作曲・編曲：小高光太郎
3. 蒼空にくちづけたら
歌：ゆうまお
作詞・作曲：ゆうまお、編曲：菊谷知樹
4. 流れ星ひとつ
歌：kukui
作詞：霜月はるか、作曲・編曲：myu
5. step of cloud
歌：茶太
作詞：畑亜貴、作曲：明音、編曲：little little
6. キミのかたち
歌：eufonius
作詞：riya、作曲・編曲：菊地創
7. 見上げるあの空で
歌：結城アイラ
作詞：畑亜貴、作曲：黒須克彦、編曲：大久保薫
  - 最終回エンディングテーマ